# 4個小生去旅行
《4個小生去旅行》（英語：Four Amigos Bon Voyage）是香港電視廣播有限公司2015年製作的旅遊節目，全節目共10集。本節目於2015年8月17日起逢星期一至五晚上22:30-23:00於翡翠台、高清翡翠台播出，由恒生優越理財呈獻，並於myTV提供節目重溫。此節目為2015年TVB Amazing Summer推介綜藝節目之一。
節目4位主持胡楓、曾江、謝賢及Joe Junior，於2015年5月底出發前往莫斯科進行共16天外景拍攝。出發前於5月21日在中環一間主打東歐菜色的餐廳舉行「搞鬼茶會」，品嘗魚子醬、鹿肉及兔肉等菜式。
此節目是曾江生前唯一一個在TVB主持及演出的旅遊節目，因他在2022年4月27日離世，無綫電視抽起原定播映的《天地男兒》，於2022年4月29日、5月2日每晚23:55/00:00重播此節目(每次播放5集)，並以《桃花影落別曾江》名義重播。

## 每集內容
| 集數 | 播映日期 | 主題                                  |
| 01   | 8月17日  | 花樣男子團「火爆」出發                |
| 02   | 8月18日  | 「地獄」中的華麗邂逅                  |
| 03   | 8月19日  | 太空漫遊記                            |
| 04   | 8月20日  | 荒郊野外 同甘共苦                     |
| 05   | 8月21日  | 四哥坦克發炮 Joe遭舞孃「艷襲」        |
| 06   | 8月24日  | 教堂皇宮中百厭搗亂 廣場上「八」感情事 |
| 07   | 8月25日  | 皇宮多盛宴 談心「爆」秘聞             |
| 08   | 8月26日  | 「頑劣派」的童年時光                  |
| 09   | 8月27日  | Ken哥虎口玩命 舞王修重出江湖          |
| 10   | 8月28日  | 「基情」無限煮飯仔                    |

## 拍攝花絮
由於拍攝期間，曾江痛風發作，因此全程需要用拐杖助行。而去到拍攝第四天，更因為騎越野車發生意外，導致流鼻血達四小時並需即時入院，隨後他都是要坐輪椅去完成拍攝。因此引起謝賢懷疑他「扮野」，更於TVB記者會上當眾襲擊曾江，被网友套用为射鵰英雄傳 (1983年電視劇)杨铁心打黄药师。
謝賢在日後《魯豫有約》節目證實，當年襲擊事件為宣傳技倆。
事件的三年後，胡楓、謝賢、曾江三位當事人一同吃飯，冰釋前嫌。

## 收視
以下為本節目於香港無綫電視翡翠台、高清翡翠台之收視紀錄：
| 週次 | 集數 | 日期                   | 平均收視 |
| ---- | ---- | ---------------------- | -------- |
| 1    | 1-5  | 2015年8月17日－8月21日 | 24點     |
| 2    | 6-10 | 2015年8月24日－8月28日 | 23點     |

## 資料來源
1. ↑  《小生去旅行》添曾江 四哥擔心夾不來 （页面存档备份，存于） 文匯報，2015年5月22日
2. ↑  81歲曾江 狂流鼻血四小時 （页面存档备份，存于） 東方新地（繁體中文）
3. ↑  謝賢怒摑曾江 粗口完整版 （页面存档备份，存于） youtube
4. ↑   （页面存档备份，存于）忽然翻舊帳 謝賢爆當年 摑曾江係做戲 力報

## 外部連結
- 無綫電視節目網頁 - 4個小生去旅行（页面存档备份，存于）

## 電視節目的變遷
| 香港無綫電視翡翠台、高清翡翠台 星期一至五 22:30-23:00 時段 | 香港無綫電視翡翠台、高清翡翠台 星期一至五 22:30-23:00 時段 | 香港無綫電視翡翠台、高清翡翠台 星期一至五 22:30-23:00 時段 |
| ---------------------------------------------------------- | ---------------------------------------------------------- | ---------------------------------------------------------- |
|                                                            | 4個小生去旅行 （2015.08.17 - 2015.08.28）                  |                                                            |
| 超強選擇1分鐘 （2015.07.20 - 2015.08.14）                  | 在那遙遠的地方 （2015.08.31 - 2015.09.04）                 |                                                            |